# Ángela Pardo Celada
Ángela Pardo Celada (Becerreá, 11 de marzo de 1904-Lugo, 25 de septiembre de 1988) fue una ginecóloga española.

## Trayectoria
Era hija de un ginecólogo de ideología liberal. En 1920 se trasladó a Madrid para estudiar Odontología, viviendo en la Residencia de Señoritas. Cambió sus estudios a Medicina, carrera que finalizó en 1927, especializándose en ginecología y puericultura. En 1930 se fue a Alemania para continuar su formación. A su regreso trabajó como ayudante en el Laboratorio de Fisiología, dirigido por Juan Negrín, en Madrid y fue médica interina en la maternidad San Carlos, trabajando con la Cátedra de Obstetricia de Manuel Varela Radio  de la Universidad Central. Realizó sus estudios de doctorado en los laboratorios de la Facultad de Medicina de Madrid, presentando su tesis doctoral Contribución al estudio de la colesterina en 1940.
En 1940 abrió una consulta privada en Lugo, donde se encontraba al estallar la guerra civil, que compaginó con su trabajo en la Seguridad Social donde llegó a ser Jefa del Servicio de Ginecología del Hospital General.